# Фрем (футбольный клуб)
БК «Фрем» — датский профессиональный футбольный клуб из Копенгагена. Основанный в 1886 году «Фрем» является одним из старейших футбольных клубов Дании. До банкротства в 1993 году Фрем входил в число сильнейших клубов Дании, шесть раз выиграв национальный чемпионат. В настоящее время клуб выступает во втором дивизионе, третьей по силе лиге страны.

## Достижения
- Чемпион Дании (6) : 1922/23, 1930/31, 1932/33, 1935/36, 1940/41, 1943/44.
- Неофициальный чемпион Дании (1) : 1902.
- Обладатель Кубка Дании (2) : 1956, 1978.

## Еврокубки
Кубок Интертото:(1) 1969